# Besleria membranacea
Besleria membranacea är en tvåhjärtbladig växtart som beskrevs av Conrad Vernon Morton. Besleria membranacea ingår i släktet Besleria och familjen Gesneriaceae. Inga underarter finns listade i Catalogue of Life.